# Велика комета 1680 року
C/1680 V1, також відома як Велика комета 1680 року, комета Кірха та комета Ньютона, була першою кометою, відкритою за допомогою телескопа. Вона була відкрита Готфрідом Кірхом і була однією з найяскравіших комет XVII століття.

## Огляд
Комета була відкрита німецьким астрономом Готфрідом Кірхом 14 листопада 1680 року (за новим стилем) у Кобурзі і стала однією з найяскравіших комет XVII століття — її було видно навіть удень — і відзначалася вражаюче довгим хвостом. Пройшовши на відстані 0,42 а. о. від Землі 30 листопада 1680 року, вона оберталася навколо надзвичайно близького перигелію 0,0062 а. о. (930 000 км) 18 грудня 1680 року, досягнувши піку яскравості 29 грудня, коли розвернулася назовні. Востаннє її спостерігали 19 березня 1681 року. Система JPL Horizons показує, що комета має барицентричний орбітальний період приблизно 10 000 років. Станом на 2023 рік комета розташована на відстані близько 259 а. о. (39 млрд км) від Сонця.
Хоча комета Кірха 1680—1681 років була відкрита Готфрідом Кірхом і згодом названа на його честь, слід також віддати належне Еусебіо Кіно, іспанському священику-єзуїту, який наніс на карту курс комети. Під час свого запізнілого від'їзду до Мексики Кіно розпочав свої спостереження за кометою в Кадісі наприкінці 1680 року. Після прибуття до Мехіко він опублікував «Астрономічний опис комети» (Exposición astronómica de el cometa; Мехіко, 1681), у якому представив свої висновки. «Астрономічний опис комети» Кіно є одним із найперших наукових трактатів, опублікованих європейцем у Новому Світі.
Бейзіл Рінгроуз служив під командуванням капітана-пірата Бартолом'ю Шарпа і зробив таке спостереження незадовго до набігу на іспанське портове місто Кокімбо, Чилі:
П'ятниця, 19 листопада 1680 року. Сьогодні вранці, приблизно за годину до світанку, ми спостерігали комету, що з'явилася за градус на північ від світила у Терезах. Тіло її здавалося тьмяним, а хвіст простягався на 18 або 20 градусів у довжину, був блідого кольору і вказував прямо на північний північний захід. Після цього наші бранці повідомили нам, що іспанці бачили дуже дивні явища як у Лімі, столиці Перу, Гуаякілі, так і в інших місцях, приблизно в той самий час, коли ми вийшли в південні моря.— 
Хоча це, безперечно, була комета, що палахкотіла на сонці, вона, ймовірно, не належала до родини Крейтца. Ісаак Ньютон використовував цю комету для тестування й перевірки законів Кеплера. Джон Флемстид першим припустив, що дві яскраві комети 1680—1681 років були тією самою кометою, одна з яких рухалася до Сонця, а інша — від нього, і Ньютон спочатку заперечував це. Пізніше Ньютон змінив свою думку, а потім, за допомогою Едмонда Галлея, викрав деякі дані Флемстіда, щоб підтвердити, що це саме так, не віддаючи належне Флемстіду.

## Галерея

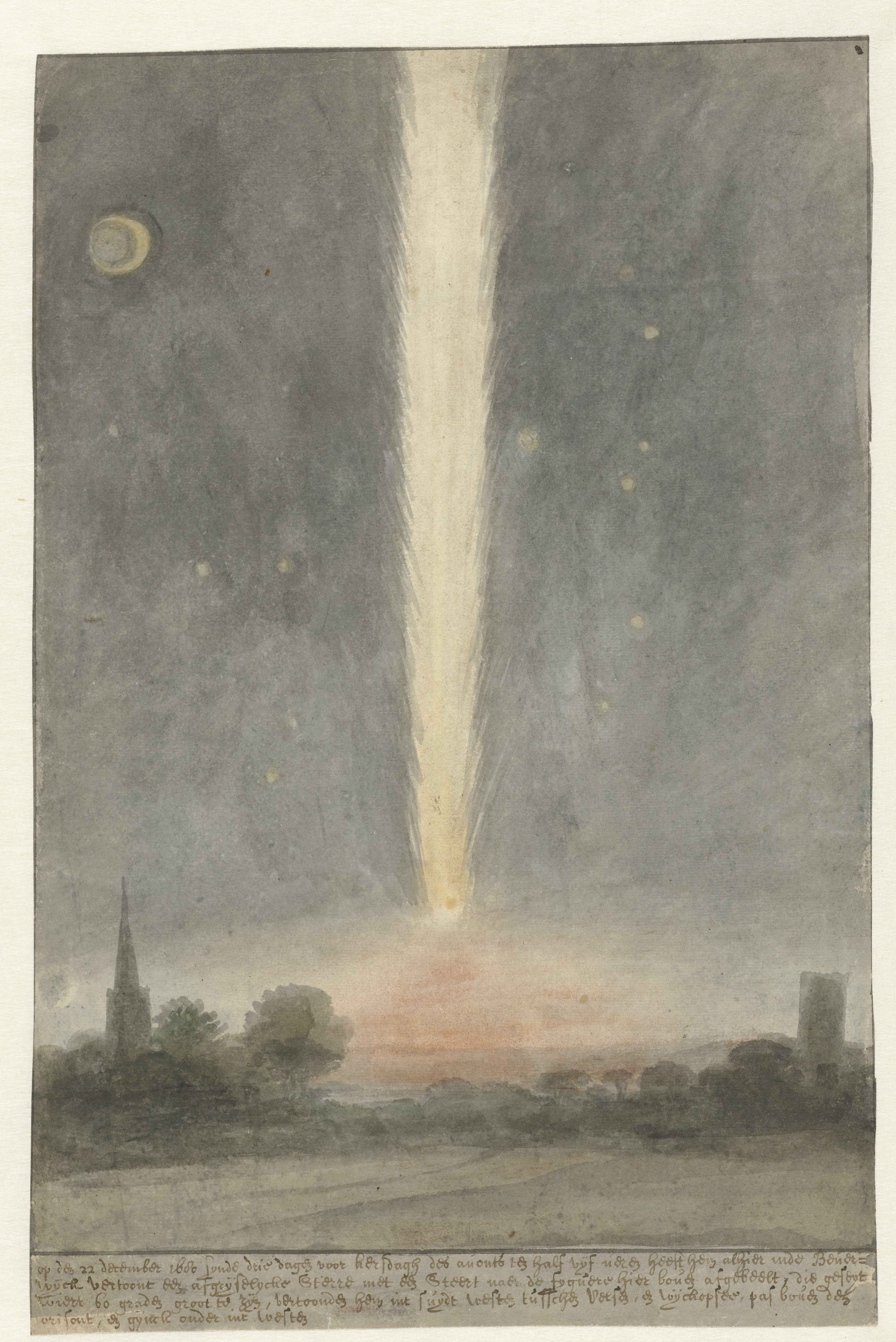
Комета, як вона з'явилася над Бевервейком 22 грудня 1680 року.
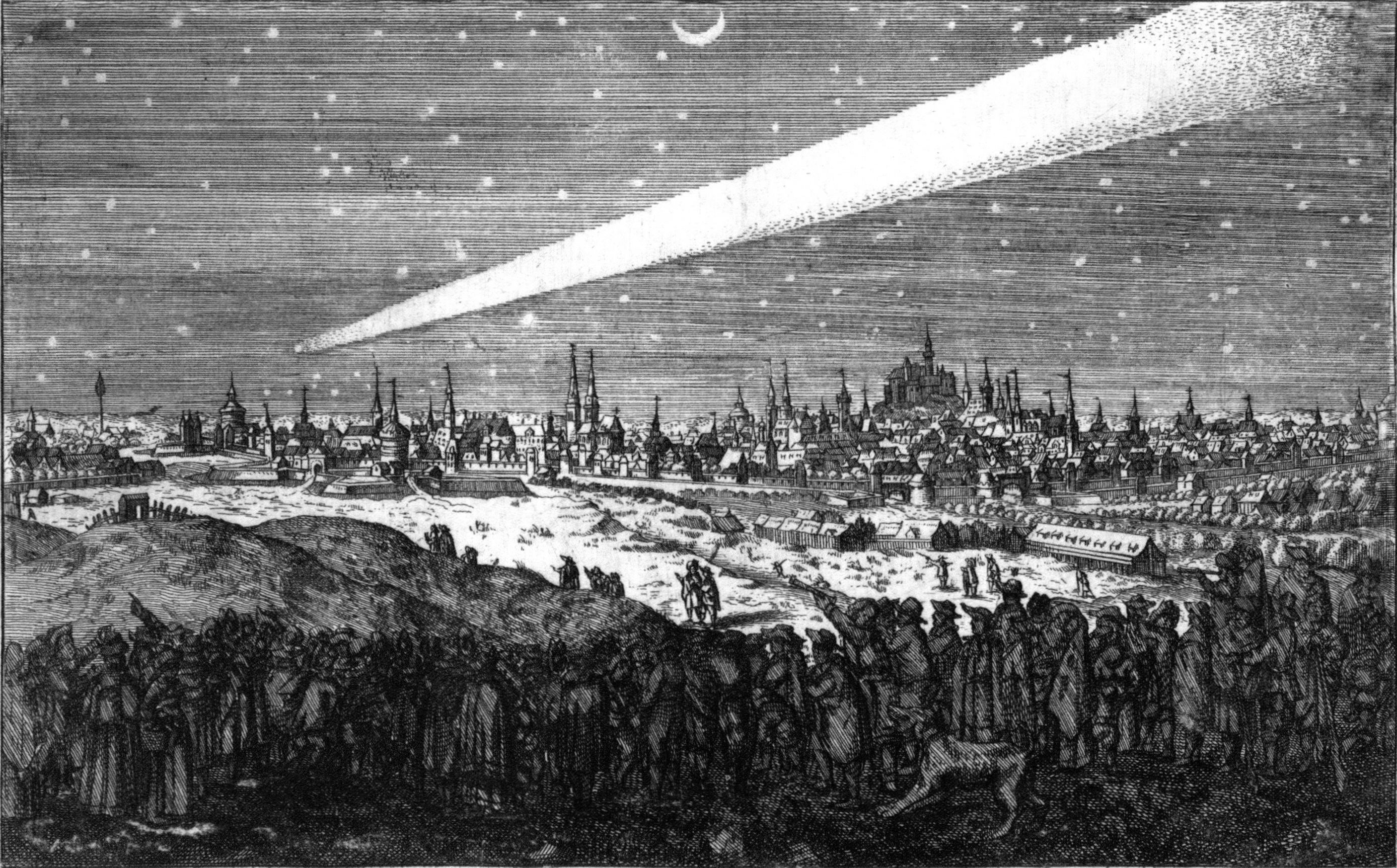
Велика комета 1680 року над Нюрнбергом.
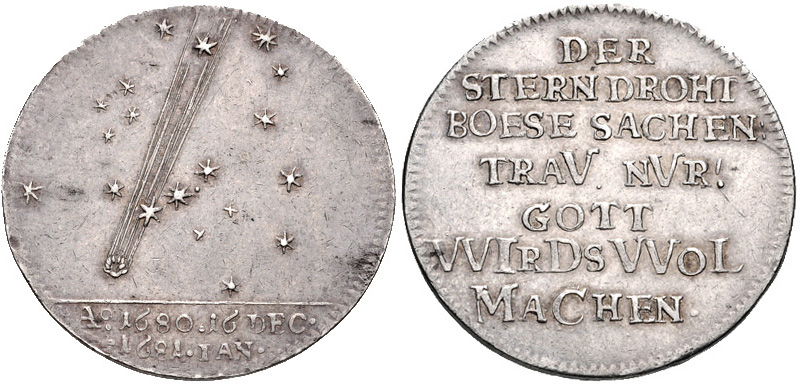
Пам'ятна медаль із зображенням комети, Гамбург, 1681 рік.
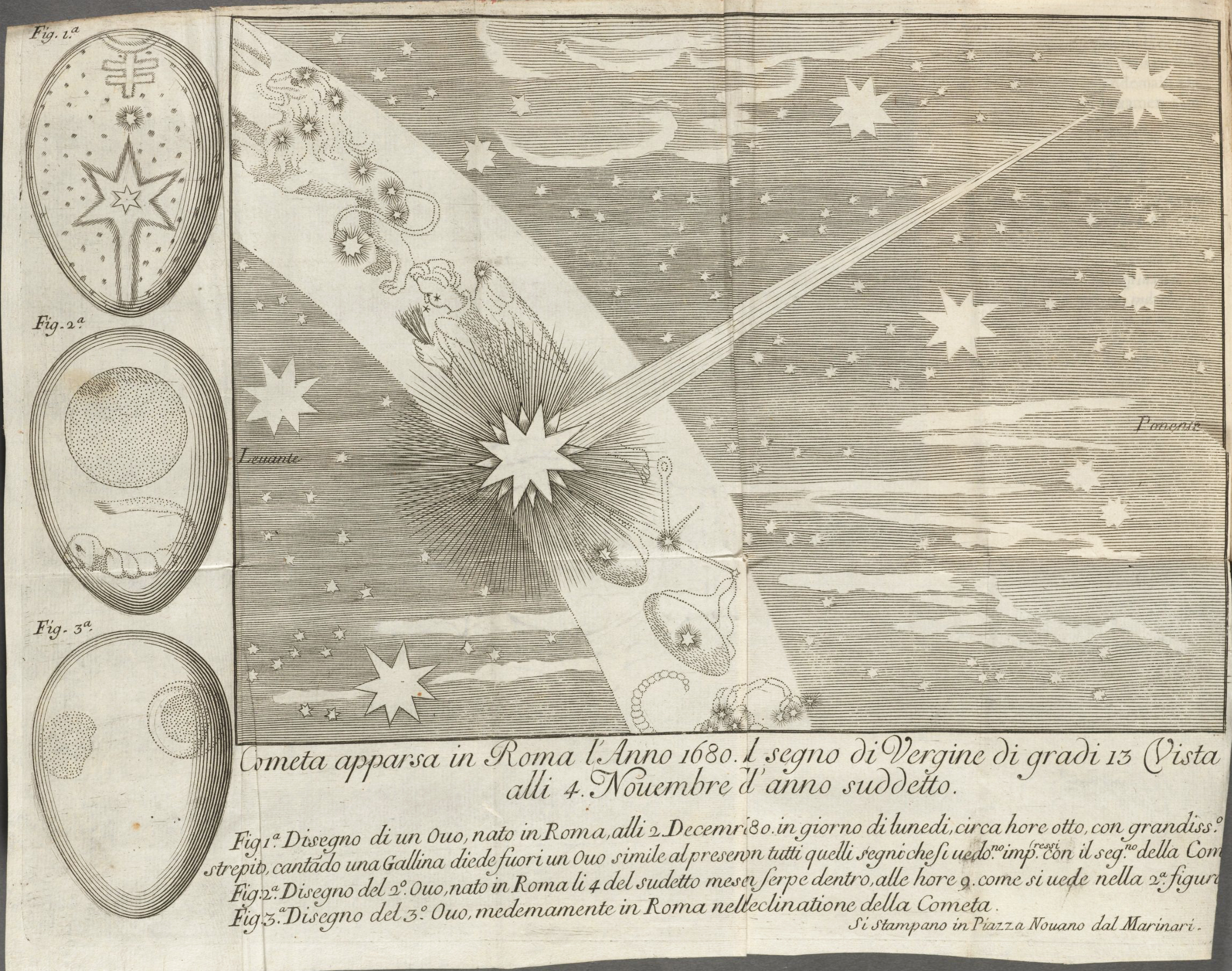
Cometa apparsa in Roma l'Anno 1680. З номера журналу Mercure Galant, що виходить у Парижі.
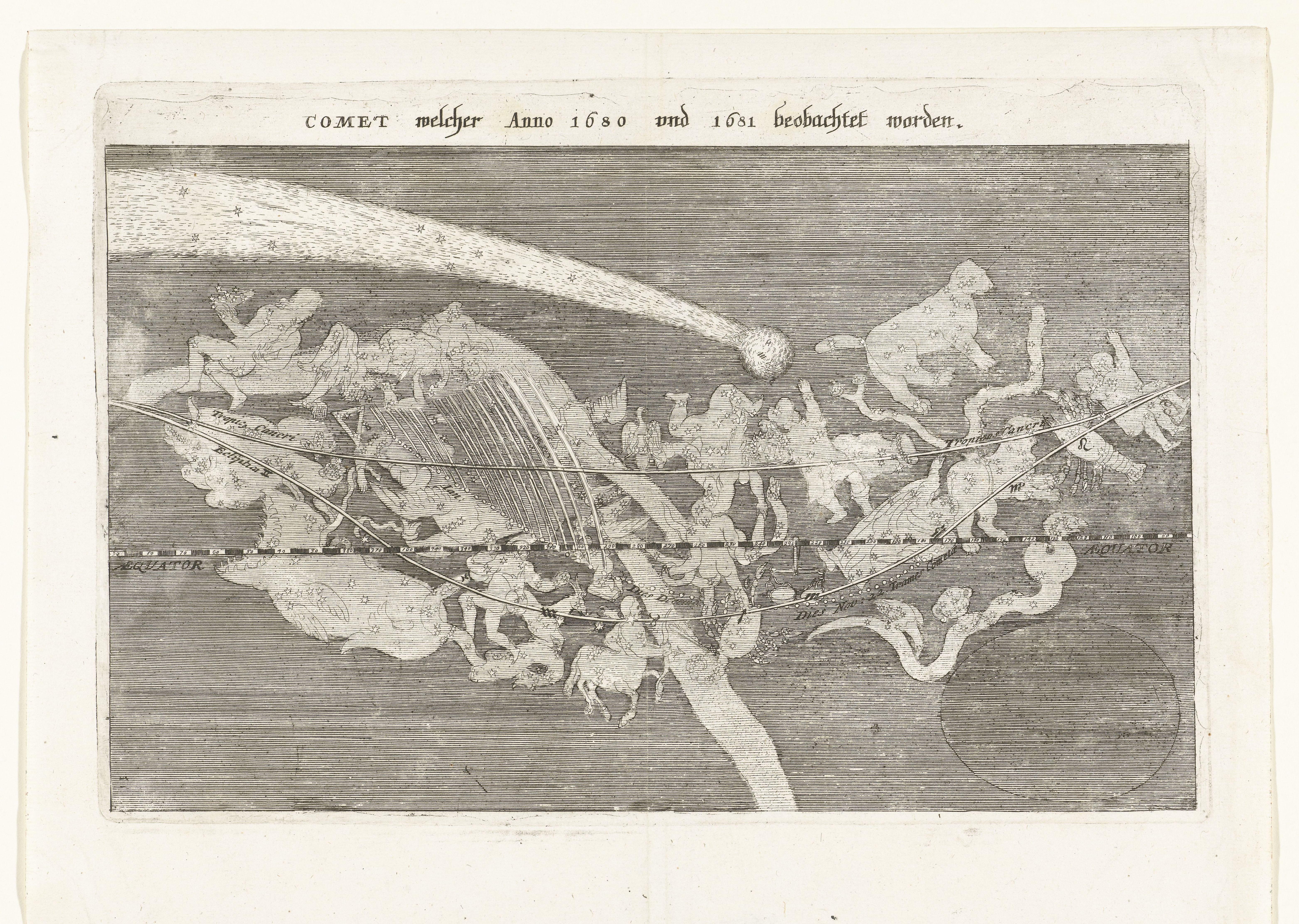
Комета на тлі знаків Зодіаку взимку 1680—1681 років.
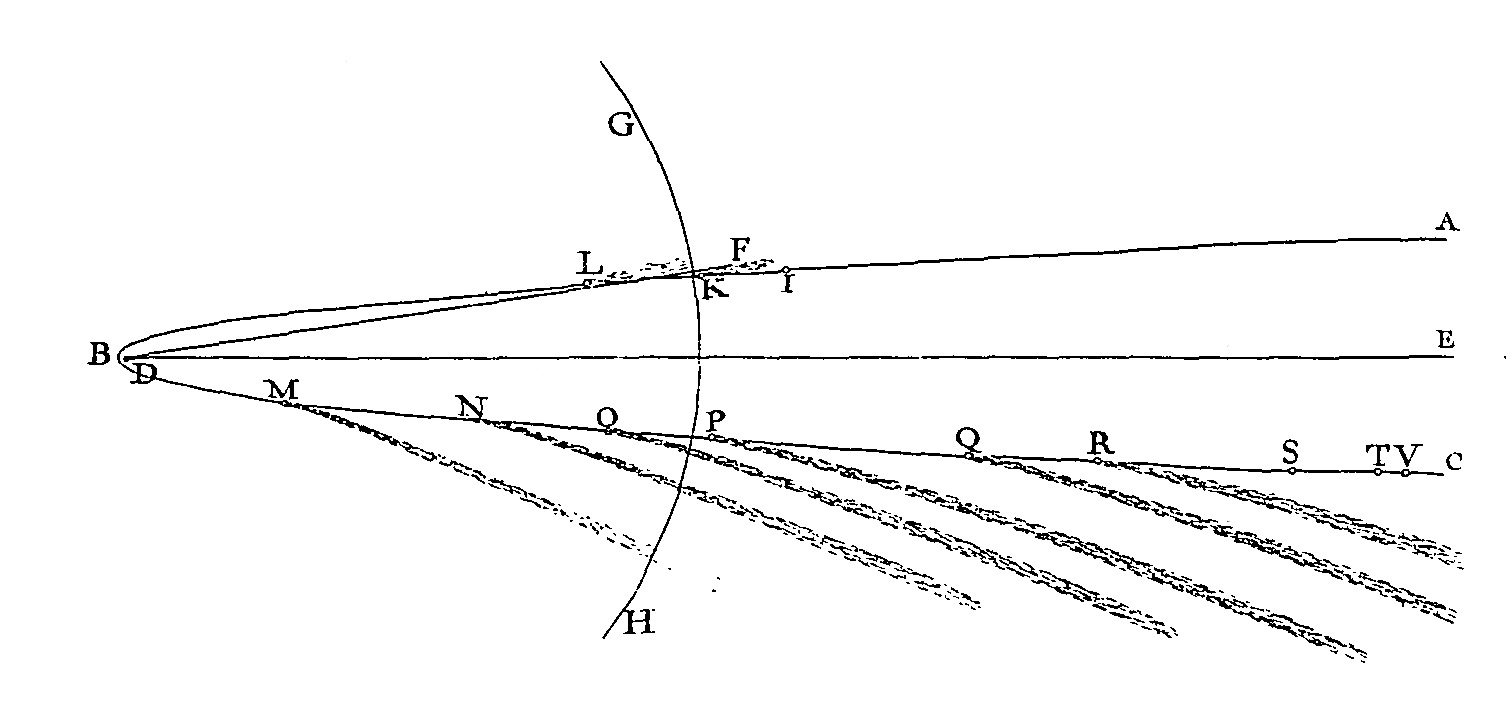
Орбіта комети 1680 року, що відповідає параболі, як показано в «Началах» Ісаака Ньютона.
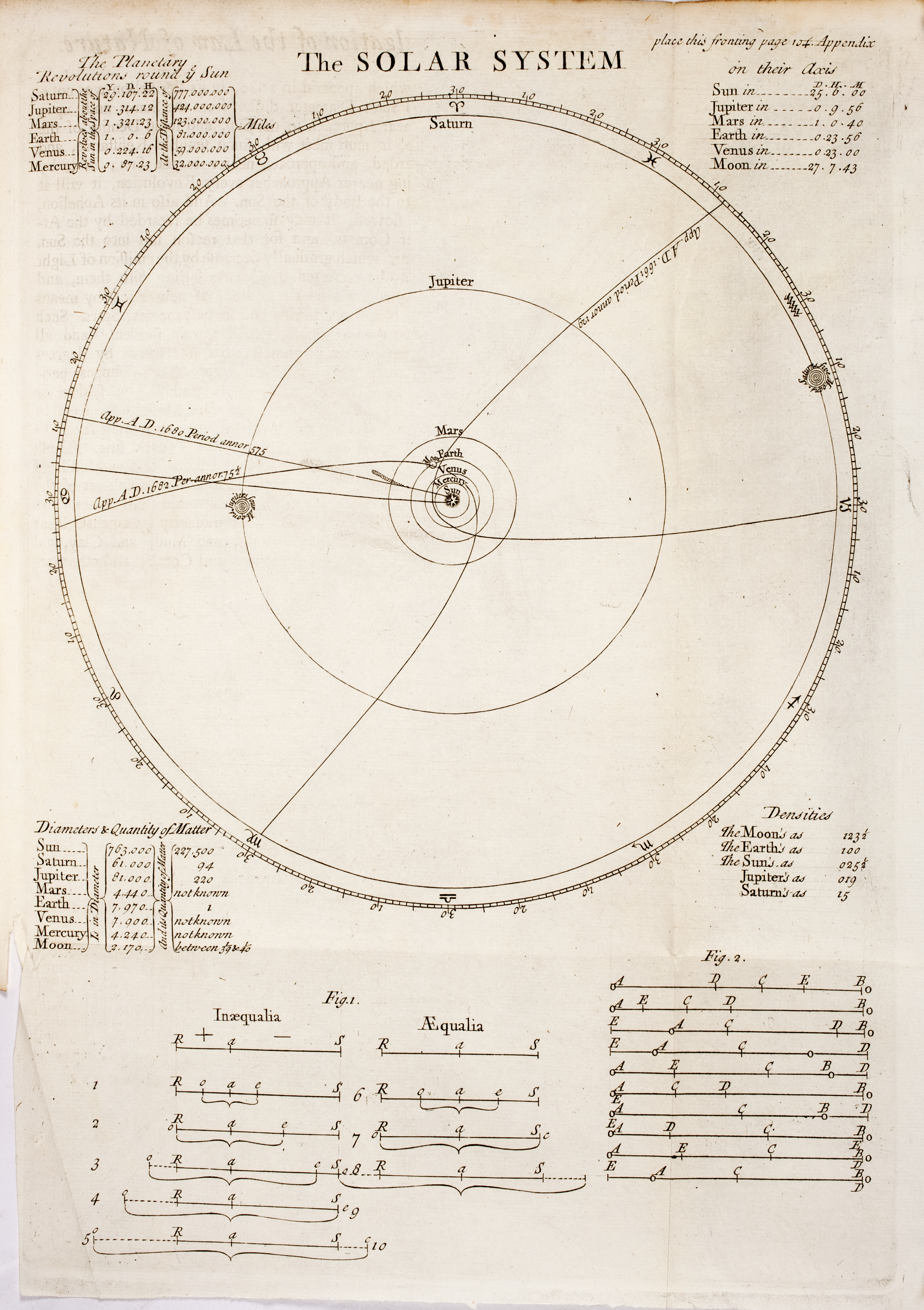
Карта Сонячної системи 1727 року до орбіти планети Сатурн, з треком комети 1680 року та двома іншими.
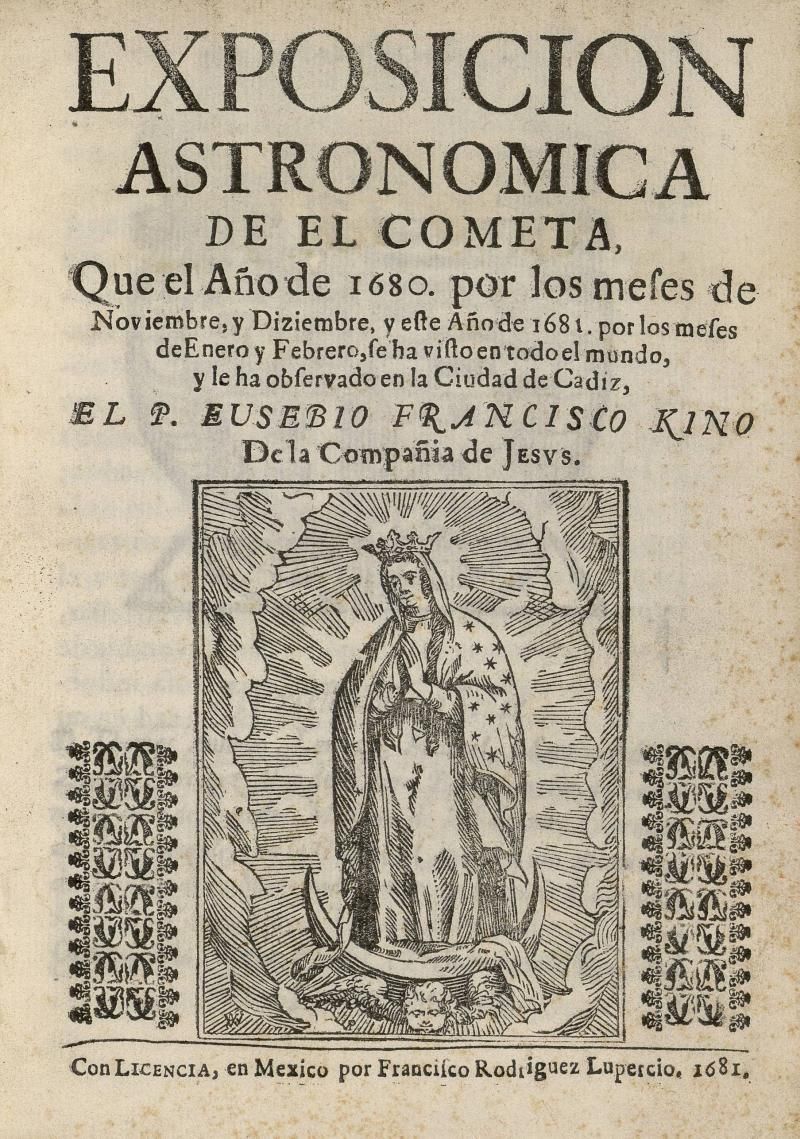
Титульна сторінка «Астрономічної експозиції комети» Еусебіо Франциско Кіно, 1681 р.